# Landais
Der Landais ist eine stark bewaldete französische Heidelandschaft im Südwesten des Départements Dordogne in der Region Nouvelle-Aquitaine.

## Etymologie
Der Landais, Französisch le Landais oder Forêt du Landais, Okzitanisch lo Landés, ist etymologisch vom Französischen femininen Substantiv la lande abgeleitet – mit der Bedeutung Heide(landschaft).

## Geographie

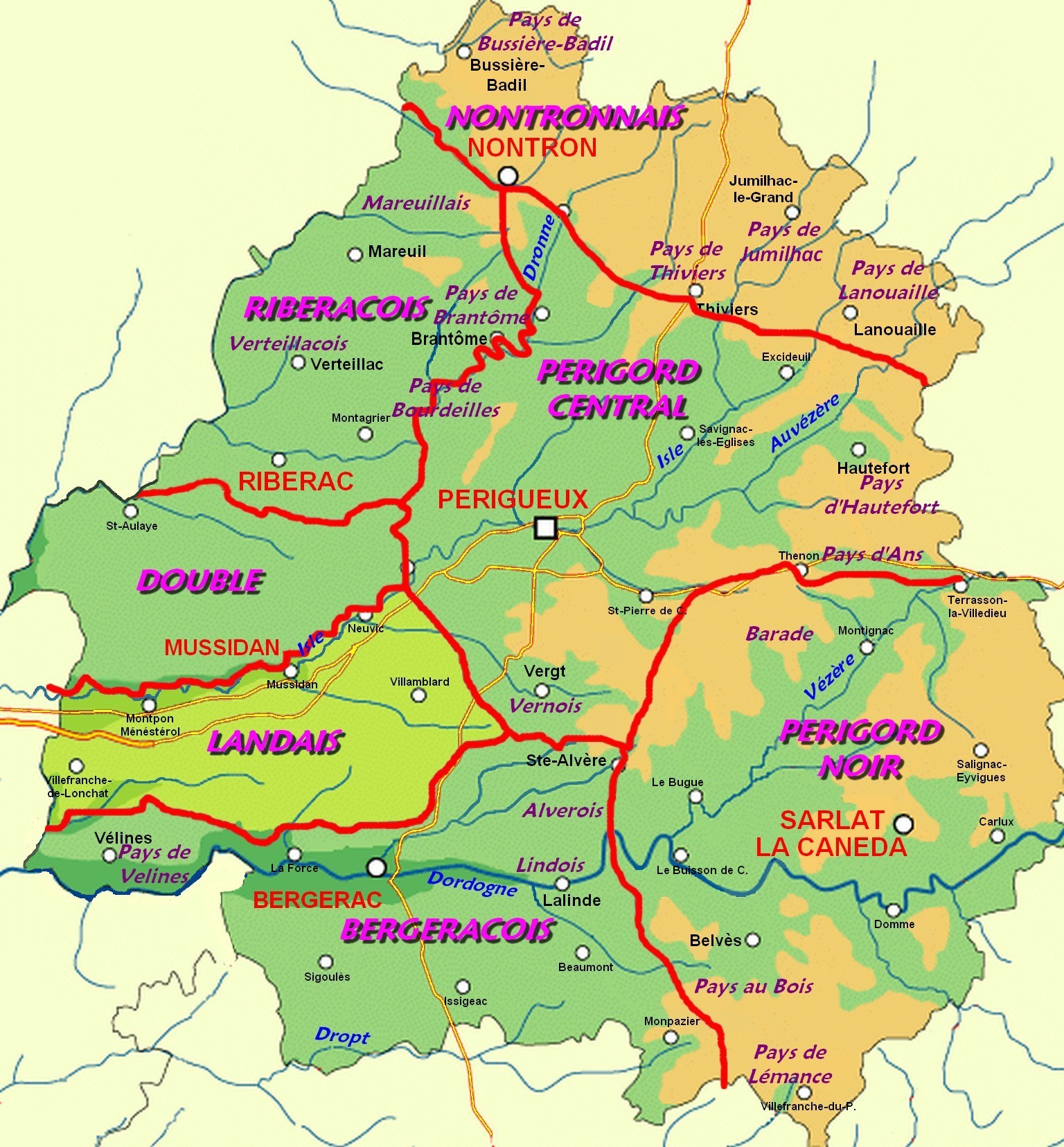
Lagekarte des Landais (in Gelb) im Département Dordogne

Der Landais liegt zwischen den Städten Mussidan und Montpon-Ménestérol im Norden sowie Bergerac und Port-Sainte-Foy im Süden. Im Osten ragt er nahezu an Vergt heran, seine westliche Begrenzung folgt der Grenze zum Département Gironde.
Der Landais wird von folgenden Landschaften umgeben:
- der Double im Norden
- dem Périgord central im Osten
- dem Bergeracois mit dem Pays de Vélines im Süden
- dem Libournais im Westen.

Der topographisch tiefste Punkt mit 22 Meter befindet sich in der Nordwestecke an der Isle, der höchste Punkt mit 219 Meter liegt südöstlich von Villamblard im östlichen Zentralabschnitt. Die durchschnittliche Höhe des Landais beträgt rund 100 Meter.
Der Landais wird von zahlreichen kleineren Talungen durchzogen. In ihm überwiegen eindeutig nicht-karbonatische, sandige, mehr oder weniger von Schottern durchsetzte oder auch sehr tonreiche Böden. Er wird daher zu über 50 Prozent von Wald bestanden, der insbesondere im Norden sehr dicht steht, sich jedoch nach Süden auflockert und auf Molassesedimenten sogar Weinanbaugebieten wie beispielsweise bei Sainte-Foy-la-Grande oder Montravel weicht. Im Second Empire wurden der Landais wie auch die benachbarte Double drainiert und wieder aufgeforstet, vorwiegend mit See-Kiefern, die den ursprünglichen, von der Traubeneiche (Quercus petraea) dominierten Eichenwald verdrängten. Die Plantationen befinden sich jetzt großteils in sehr zerstreutem Privatbesitz.

### Verwaltung
Verwaltungsmäßig teilen sich den Landais das Arrondissement Périgueux und das Arrondissement Bergerac. Auf der interkommunalen Ebene sind die Communauté de communes Isle Double Landais, die  Communauté de communes Isle et Crempse en Périgord, die Communauté de communes de Montaigne Montravel et Gurson sowie die Communauté d’agglomération Bergeracoise zuständig.

## Hydrographie

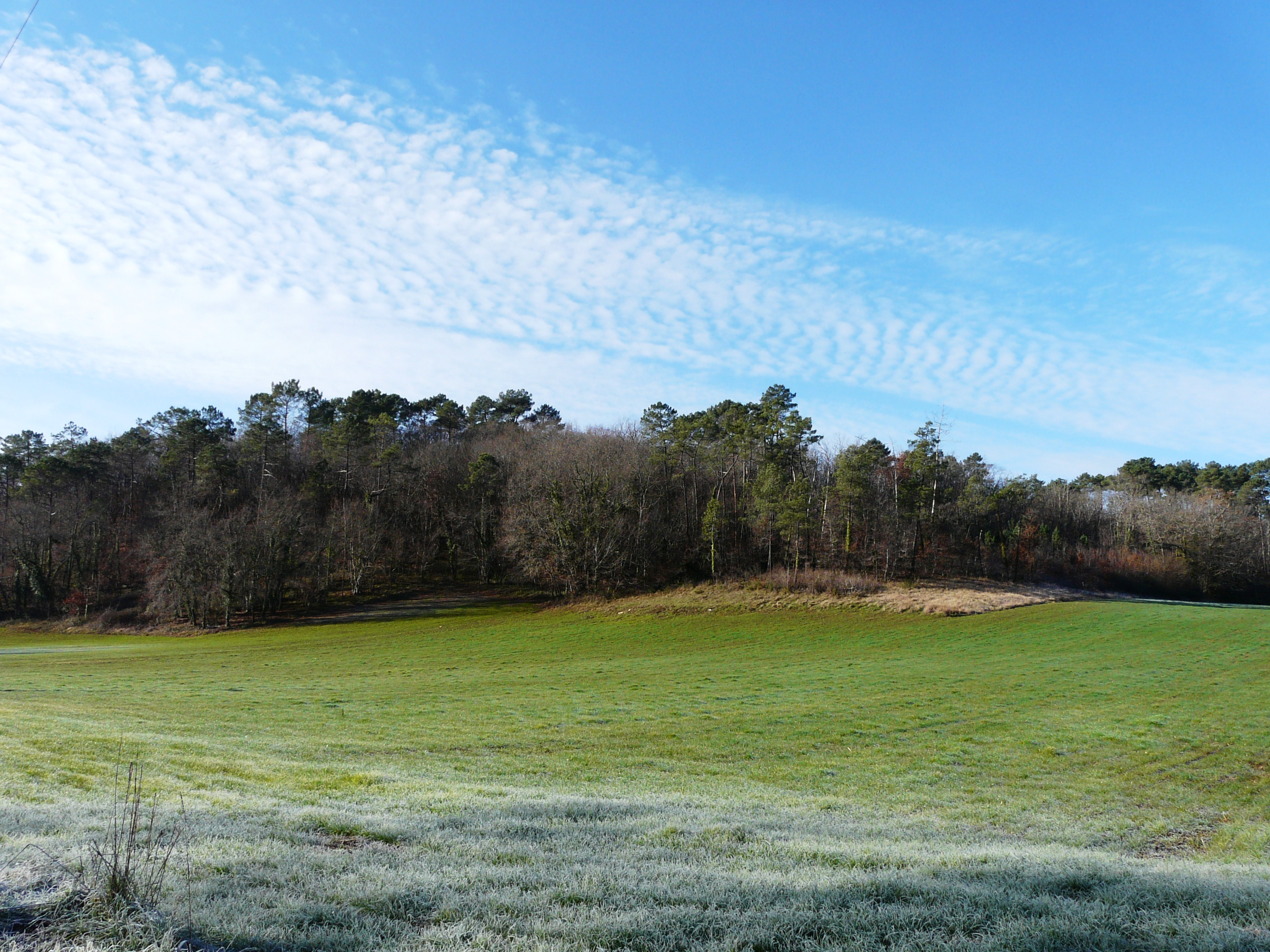
Der Landais bei Sourzac

Die nach Westen mäandrierende Isle bildet die Nordgrenze des Landais. Im Süden reicht der Landais bis auf wenige Kilometer an die ebenfalls in Westrichtung mäandrierende Dordogne heran. Die nach Westnordwest fließende Crempse entwässert den Nordostsektor und mündet bei Mussidan als linker Nebenfluss in die Isle. Der bei Neuvic ebenfalls als linker Nebenfluss in die Isle mündende Vern stellt die Nordostgrenze des Landais dar. Der Eyraud ist ein nach Südwest entwässernder rechter Nebenfluss der Dordogne, in die er bei Bergerac mündet. Die Lidoire drainiert den Südwesten des Landais in Südwestrichtung und mündet bei Castillon-la-Bataille ebenfalls als rechter
Nebenfluss in die Dordogne.

## Geologie

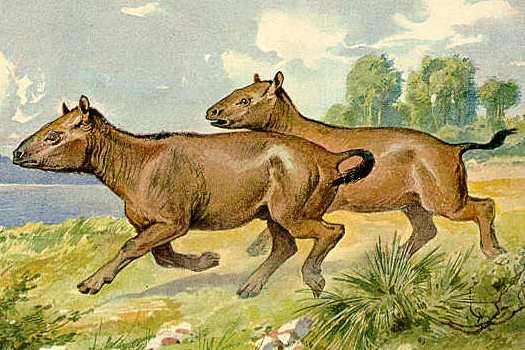
Palaeotherium, Rekonstruktion von Heinrich Harder

Geologisch bildet der Landais Teil des Aquitanischen Beckens und wird hauptsächlich von tertiären und quartären Formationen bedeckt. Im Ostabschnitt erscheint – abgetrennt durch eine Diskordanz – unter den vorwiegend detritischen, kontinentalen Sedimenten marine Oberkreide. Nachdem sich der Atlantik am Ende der Oberkreide vollständig zurückgezogen hatte, fiel die Kalkplattform starker Verwitterung anheim und verkarstete. Ab dem Untereozän installierten sich hierauf Inlanddeltas, die aus dem Massif Central gespeist wurden. Im Mitteleozän kam es zu einer starken Volumen- und Korngrößenerhöhung des Detritus. Gleichzeitig transgredierte das Meer mit den Calcaires de Blaye erneut im Westabschnitt des Landais.
Im Obereozän und im Oligozän ereigneten sich weitere Transgressionen (abgelagert wurde beispielsweise im Unteroligozän der Calcaire à astéries bei Le Fleix), gleichzeitig wurden aber auch von der Pyrenäenorogenese beeinflusste Molassesedimente abgelagert. Im Miozän und im Pliozän ging die Sedimentation sehr stark zurück, überdies unterlagen die oligozänen Schwemmebenen jetzt einer strengen Alteration. 
Im Verlauf des Quartärs bildete und strukturierte sich das Flussnetz, vertiefte sich und erlangte allmählich seinen aktuellen Verlauf.
Während des gesamten Sedimentationsverlaufs lassen sich im Landais zwei Faziesbereiche unterscheiden. So stand der Nordostabschnitt unter kontinental-fluviatilem Einfluss, wohingegen der Südwesten von palustrinen, lakustrinen bis hin zu marinen Sedimenten beherrscht wurde. 
Paläontologisch bedeutsam sind die Funde von Palaeotherium magnum und Xiphodon intermedium im Obereozän.

## Wirtschaft
Neben der dominanten Forstwirtschaft beschränkt sich die vorhandene Landwirtschaft auf mit Wiesen und Weiden bestandene Lichtungen. Die auf ihnen betriebene extensive Rinderhaltung ist für die Milch- und Fleischerzeugung bestimmt. Angebaut werden ferner Mais, Tabak und Erdbeeren. Weiter im Süden gesellt sich auch noch der Weinanbau hinzu.

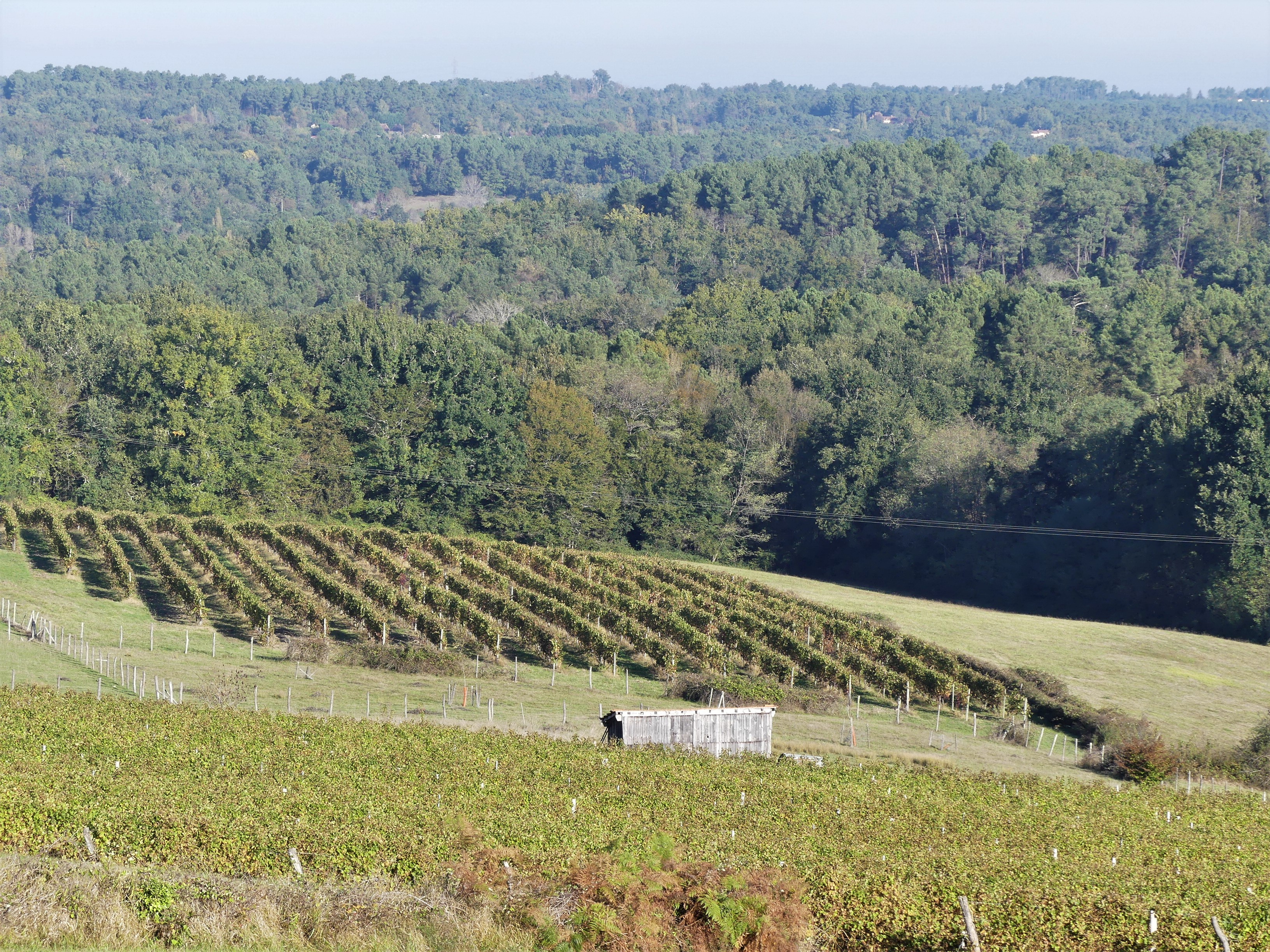
Der Landais bei Sainte-Foy-des-Vignes
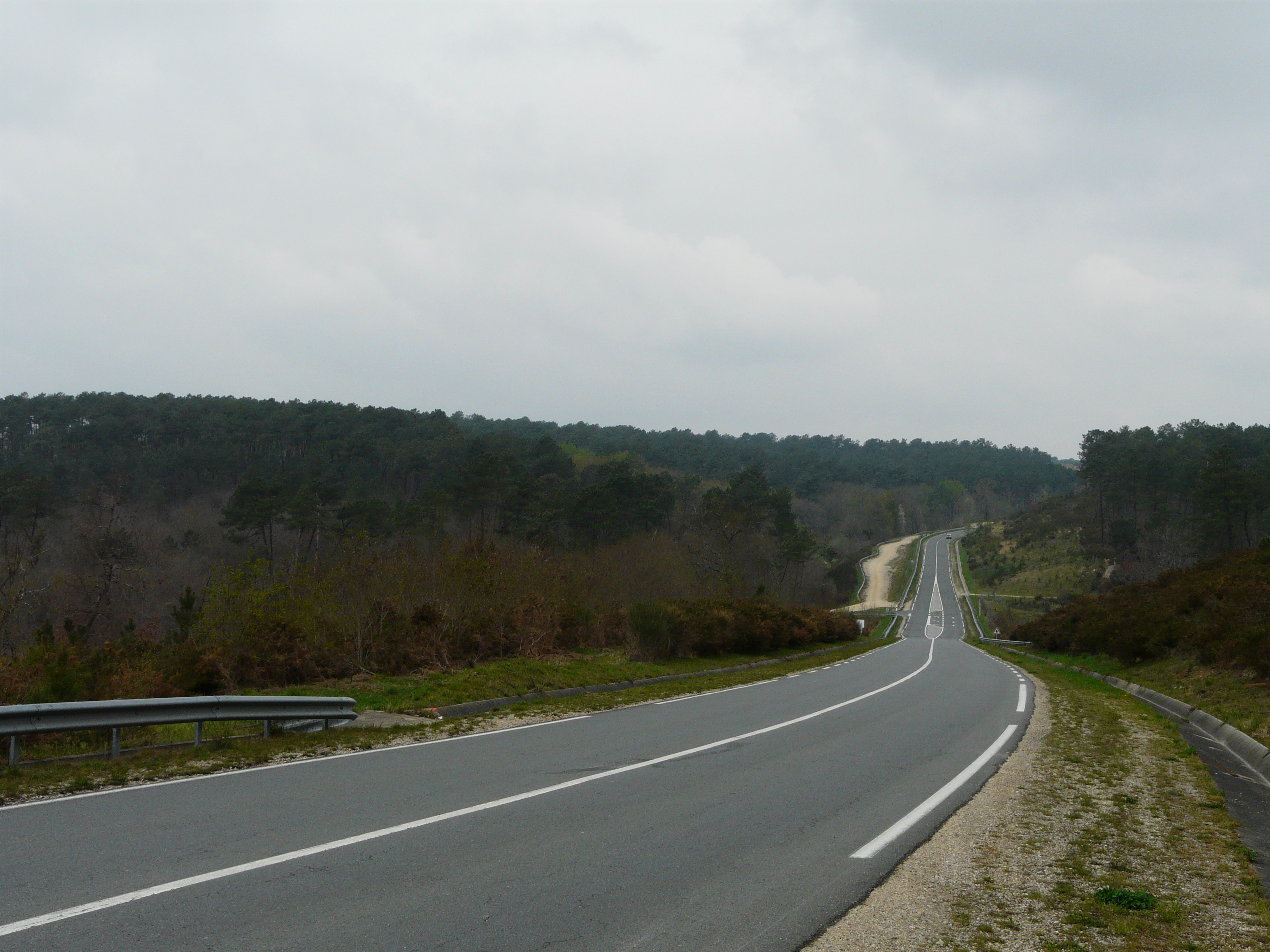
Die RD 709 bei Les Lèches
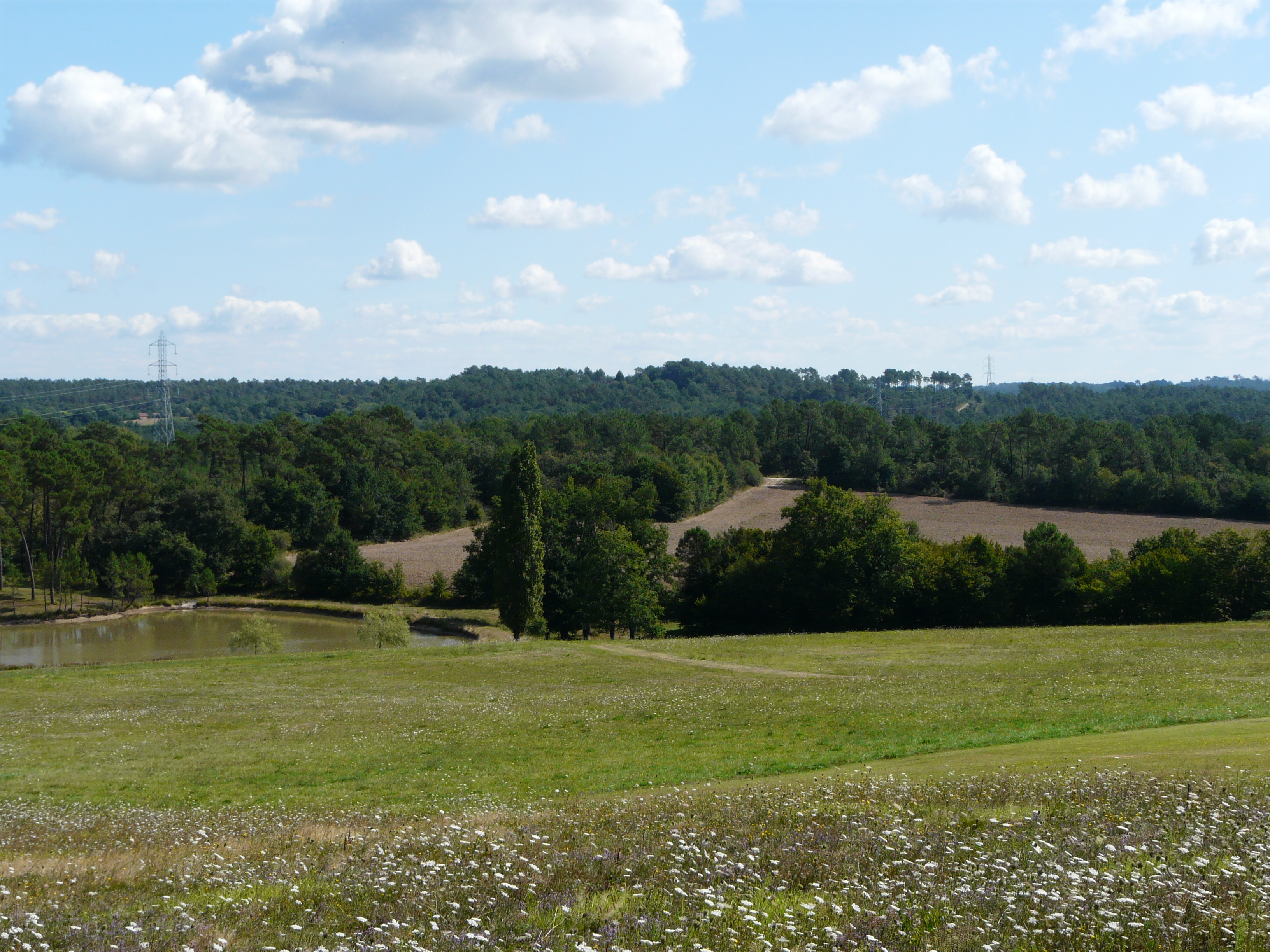
Wälder bei Lunas
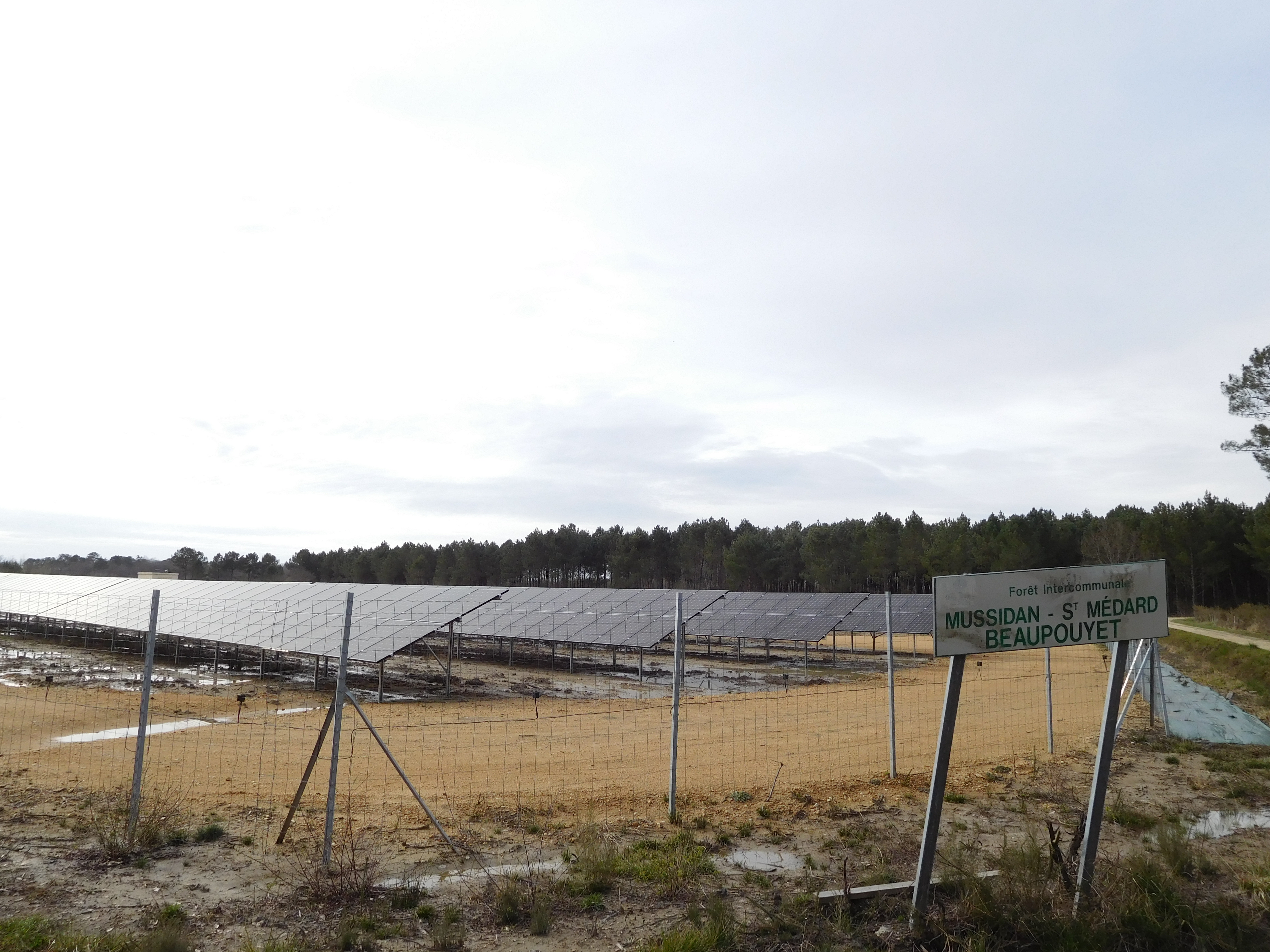
Solarkraftwerk bei Beaupouyet